# Herbert Vaughan
Herbert Vaughan (Gloucester, 1832 — Londres, 1903) va ser un eclesiàstic anglès.
Va estudiar a Brugelette (Bèlgica) i va ser ordenat sacerdot a Lucca (Itàlia). Va ser bisbe de Salford, arquebisbe de Westminster i cardenal. Com a arquebisbe va promoure la construcció de la Catedral de Westminster.